# 五角大廈站
五角大廈站（英語：Pentagon station）是美國維珍尼亞州阿靈頓縣鄰近五角大樓，屬於華盛頓地鐵的分離式月台車站。車站在1977年7月1日啟用，並由華盛頓都會區交通局。此站有藍線和黃線停靠，亦是兩條路線分岔之處，亦是轉乘車站。向北，藍線繼續通過維珍尼亞州，黃線則跨過波多馬克河進入哥倫比亞特區。
車站位於地下，鄰近五角大廈，並一度有直接前往五角大廈的入口和地下購物中心。此入口在2001年關閉以進行五角大廈翻新計劃。前往五角大廈的通道現時改為途經地面一個新的帶有安檢設施、鄰近巴士車廠的入口以及到地鐵站的入口。

## 車站結構
| G  | 街道層             | 出入口                                                                  |
| B1 | 夾層               | 單向閘機、售票機、車站詢問處                                            |
| B2 | 北行               | 往拉戈鎮中心（阿靈頓公墓或羅斯林） · 往維農山莊廣場或托騰堡（朗方廣場） |
| B2 | 側式月台，左側開門 |                                                                         |
| B3 | 側式月台，左側開門 | 側式月台，左側開門                                                      |
| B3 | 南行               | 往法蘭克尼亞-春田（五角城） · 往亨廷頓（五角城）                        |

五角大廈站是兩個上下分離月台的車站之一（另一個是羅斯林站）。

## 外部連結
维基共享资源上的相關多媒體資源：五角大廈站
- WMATA: Pentagon Station（页面存档备份，存于）
- Archived StationMasters Online: Pentagon Station
- Archived The Schumin Web Transit Center: Pentagon Station